# العلاقات الأفغانية الأيرلندية
العلاقات الأفغانية الأيرلندية هي العلاقات الثنائية التي تجمع بين أفغانستان وجمهورية أيرلندا.

## مقارنة بين البلدين
هذه مقارنة عامة ومرجعية للدولتين:
| وجه المقارنة                                              | أفغانستان                    | جمهورية أيرلندا                                       |
| --------------------------------------------------------- | ---------------------------- | ----------------------------------------------------- |
| المساحة (كم2)                                             | 652.23 ألف                   | 70.27 ألف                                             |
| عدد السكان (نسمة)                                         | 34.94 مليون                  | 4.76 مليون                                            |
| الكثافة السكانية (ن./كم²)                                 | 53.57                        | 67.74                                                 |
| العاصمة                                                   | كابل                         | دبلن                                                  |
| اللغة الرسمية                                             | اللغة البشتوية، اللغة الدرية | اللغة الأيرلندية، لغة إنجليزية، الإنجليزية الأيرلندية |
| العملة                                                    | أفغاني                       | جنيه أيرلندي، يورو، عملات اليورو الأيرلندية           |
| الناتج المحلي الإجمالي (بليون دولار)                      | 20.82 مليار                  | 333.73 مليار                                          |
| الناتج المحلي الإجمالي (تعادل القوة الشرائية) بليون دولار | 62.62 مليار                  | 318.16 مليار                                          |
| الناتج المحلي الإجمالي الاسمي للفرد دولار أمريكي          | 594                          | 61.13 ألف                                             |
| الناتج المحلي الإجمالي للفرد دولار أمريكي                 | 1.93 ألف                     |                                                       |
| مؤشر التنمية البشرية                                      | 0.479                        | 0.916                                                 |
| رمز المكالمات الدولي                                      | +93                          | +353                                                  |
| رمز الإنترنت                                              | .af                          | .ie                                                   |
| المنطقة الزمنية                                           | ت ع م+04:30                  | 00، ت ع م+01:00، أوروبا/دبلن ‏                         |

## منظمات دولية مشتركة
يشترك البلدان في عضوية مجموعة من المنظمات الدولية، منها:
| علم المنظمة | اسم المنظمة                               | تاريخ انضمام أفغانستان | تاريخ انضمام جمهورية أيرلندا |
| ----------- | ----------------------------------------- | ---------------------- | ---------------------------- |
|             | بنك التنمية الآسيوي                       | 1966                   | 2006                         |
|             | مؤسسة التنمية الدولية                     | 2 فبراير 1961          | 22 ديسمبر 1960               |
|             | يونسكو                                    | 4 مايو 1948            | 3 أكتوبر 1961                |
|             | وكالة ضمان الاستثمار متعدد الأطراف        | 16 يونيو 2003          | 27 أكتوبر 1989               |
|             | الأمم المتحدة                             | 19 نوفمبر 1946         | 14 ديسمبر 1955               |
|             | الاتحاد البريدي العالمي                   | ?                      | ?                            |
|             | البنك الدولي للإنشاء والتعمير             | 14 يوليو 1995          | 8 أغسطس 1957                 |
|             | الاتحاد الدولي للاتصالات                  | 12 أبريل 1928          | 8 ديسمبر 1923                |
|             | منظمة حظر الأسلحة الكيميائية              | ?                      | ?                            |
|             | مؤسسة التمويل الدولية                     | 23 سبتمبر 1957         | 11 سبتمبر 1958               |
|             | المركز الدولي لتسوية المنازعات الاستشارية | 25 يوليو 1968          | 7 مايو 1981                  |
|             | منظمة الشرطة الجنائية الدولية             | ?                      | ?                            |

## وصلات خارجية
- موقع وزارة الخارجية الأفغانية
- موقع وزارة الخارجية الأيرلندية